# Ethyl-diazoacetát
Ethyl-diazoacetát je diazosloučenina se vzorcem (N=N=CHC(O)OC2H5), používána v organické syntéze. Tuto látku objevil Theodor Curtius v roce 1883.
Ethyl-diazoacetát se připravuje reakcí ethylesteru glycinu s dusitanem sodným a octanem sodným ve vodném roztoku.
Používá se jako prekurzor karbenů při cyklopropanacích alkenů.
I přes svou nebezpečnost se tato sloučenina používá v chemickém průmyslu při výrobě trovafloxacinu, jsou vydány předpisy pro bezpečné zacházení s ethyl-diazoacetátem v průmyslu.